# Cosmardia moritzella
Cosmardia moritzella är en fjärilsart som beskrevs av Treitschke 1835. Cosmardia moritzella ingår i släktet Cosmardia och familjen stävmalar. Inga underarter finns listade i Catalogue of Life.